# Ploiarium
Ploiarium es un género botánico perteneciente a la familia Bonnetiaceae. Contiene cinco especies.

## Taxonomía
El género fue descrito por Pieter Willem Korthals  y publicado en Verh. Nat. Gesch., Bot. Kruidk. 135. 1842. La especie tipo es: Ploiarium elegans Korth. 

## Especies seleccionadas
- Ploiarium elegans Korth.
- Ploiarium oblongifolium Miq.
- Ploiarium alternifolium Melch.
- Ploiarium pulcherrimum Melch.
- Ploiarium sessile (Scheff.) Hallier f.